# Idaea columbia
Idaea columbia là một loài bướm đêm trong họ Geometridae.